# حسن‌آباد (مسجدسلیمان)
حسن‌آباد روستایی از توابع بخش مرکزی شهرستان مسجدسلیمان در استان خوزستان ایران است.

## جمعیت
این روستا در دهستان جهانگیری قرار دارد و براساس سرشماری مرکز آمار ایران در سال ۱۳۸۵، جمعیت آن ۵۷ نفر (۱۵خانوار) بوده‌است.